# 前野長宗
前野 長宗（まえの ながむね）は、戦国時代の武将。通称は右京で諱は長宗。前野長康に仕え、長康の切腹後はその婿養子の前野忠康に仕えた。前野伝左衛門の叔父にあたる。

## 概要
下津前野氏の前野吉久の次男として前野村に生まれる。下津前野氏は、宗家九代綱宗の弟の守久から始まる分家で、その名の通り下津に住したことに由来する。織田伊勢守家に仕え、その滅亡後は織田弾正忠家の織田信長の旗下となった。兄の前野兼宗は信長に従って永禄4年（1561年）8月の三河国梅ヶ坪城攻めで討死した。長宗は下津ではなく一族本拠の前野村八屋敷の東曲輪に住し、宗家十四代前野長康に仕えた。
元亀元年（1570年）4月、主君長康に従い越前国まで出兵した。金ヶ崎の戦いでは、加屋場口において手傷を被るも、怯まず二間柄の大身の槍を打ち振り前野党の一陣を務めた。前野義詮がこれに助勢し、覚束なく弱っている長宗を見受けて後方へ退くよう勧めた。しかし、気の強い長宗は手傷をものともせず、連続して懸け来る朝倉勢を突き崩したという。長康は自身の日記『五宗記』に、その奮戦ぶりは一段と見事な働きであったと記している。
翌年の元亀2年（1571年）5月6日、浅井長政勢が箕浦へ出撃した際は、長康に従って横山城から打って出て中入りし、浅井軍を押し退けたという。
文禄元年（1592年）の文禄の役では、前野長康隊2,000に属して宇喜多秀家（総大将、豊臣秀家）率いる第二軍に参軍し、生還した。
文禄4年（1595年）8月19日、主君長康が関白豊臣秀次に連座して切腹すると、その婿養子の前野忠康に属し、慶長5年（1600年）の関ヶ原の戦いで忠康が戦死すると、上坂勘解由とともに近江国へと逃れたという。しかし前野吉康が語るには、その後行方不明となったという。

## 系譜
- 父：前野吉久
- 生母不明の子女
  - 男子：前野左門
  - 男子：前野藤左衛門